# Ebbenhouten Schoen 2018
De verkiezing van de Ebbenhouten Schoen 2018 werd op 14 mei 2018 gehouden. De Belgische voetbaltrofee ging naar Anthony Limbombe van Club Brugge.

## Uitslag
| Nr.        | Land                                      | Naam                | Club(s)                     |
| Finalisten | Finalisten                                | Finalisten          | Finalisten                  |
| ---------- | ----------------------------------------- | ------------------- | --------------------------- |
| 1.         | Vlag van Congo-Kinshasa · Vlag van België | Anthony Limbombe    | Club Brugge                 |
| 2.         | Vlag van Marokko · Vlag van België        | Mehdi Carcela       | Olympiakos / Standard Luik  |
| 3.         | Vlag van Senegal                          | Ibrahima Seck       | Waasland-Beveren / KRC Genk |
| 4.         | Vlag van Burkina Faso                     | Hassane Bandé       | KV Mechelen                 |
| 5.         | Vlag van Congo-Kinshasa                   | Christian Luyindama | Standard Luik               |

1992 · 1993 · 1994 · 1995 · 1996 · 1997 · 1998 · 1999 · 2000 · 2001 · 2002 · 2003 · 2004 · 2005 · 2006 · 2007 · 2008 · 2009 · 2010 · 2011 · 2012 · 2013 · 2014 · 2015 · 2016 · 2017 · 2018 · 2019 · 2020 · 2021 · 2022 · 2023 · 2024